# Wuling Hongguang V
Wuling Hongguang V (ранее Wuling Rongguang V) — компактвэн, выпускающийся с 2015 года компанией SAIC-GM-Wuling. Несмотря на то, что Wuling Hongguang V является частью семейства Wuling Hongguang, он оснащён сдвижными дверьми вместо распашных.

## Первое поколение
Первое поколение Wuling Rongguang V выпускалось с января 2015 по 2019 год. Позднее автомобили были переименованы в Wuling Hongguang V. Цены варьировались от 39800 до 49800 юаней.

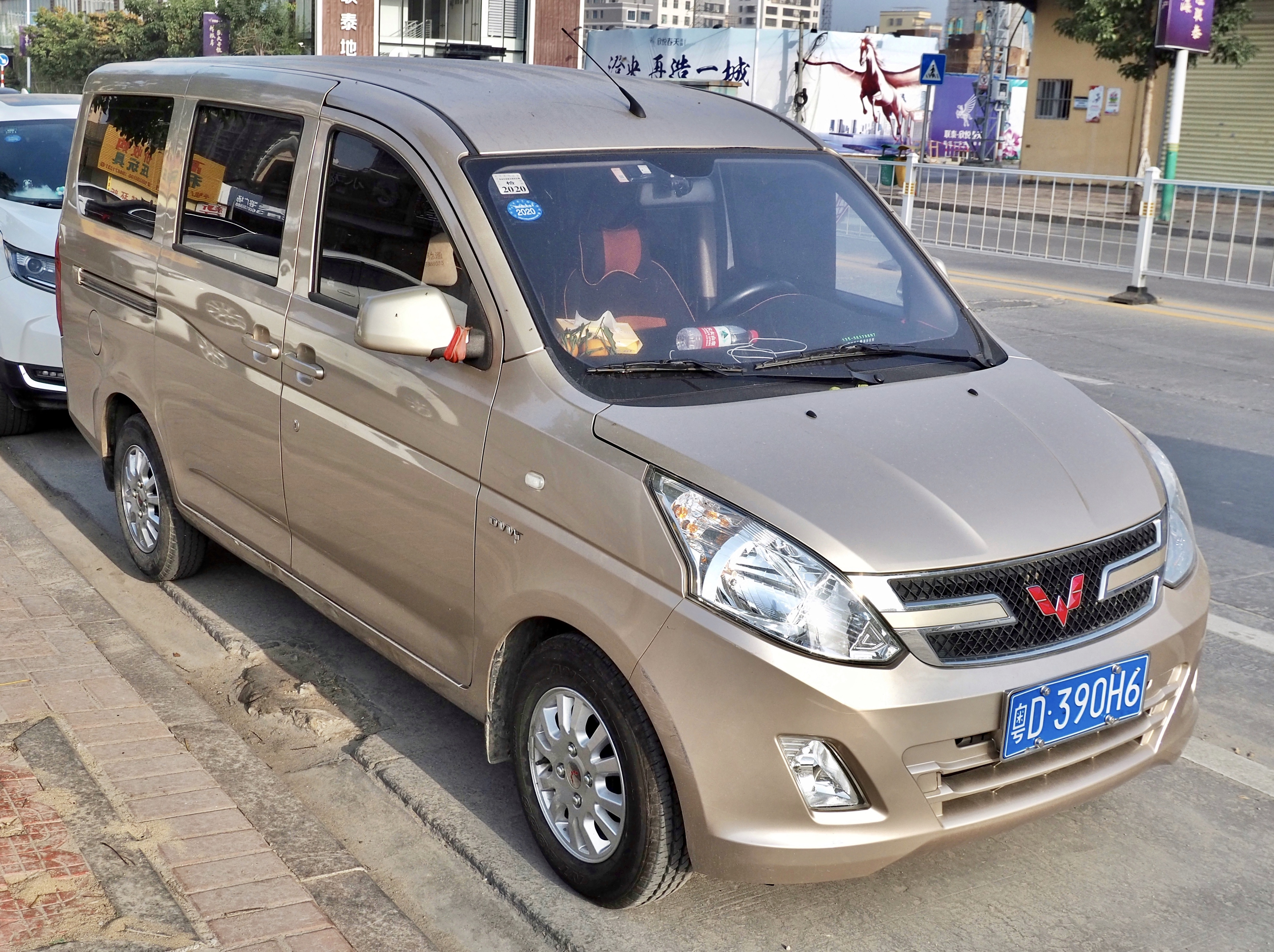
Вид спереди
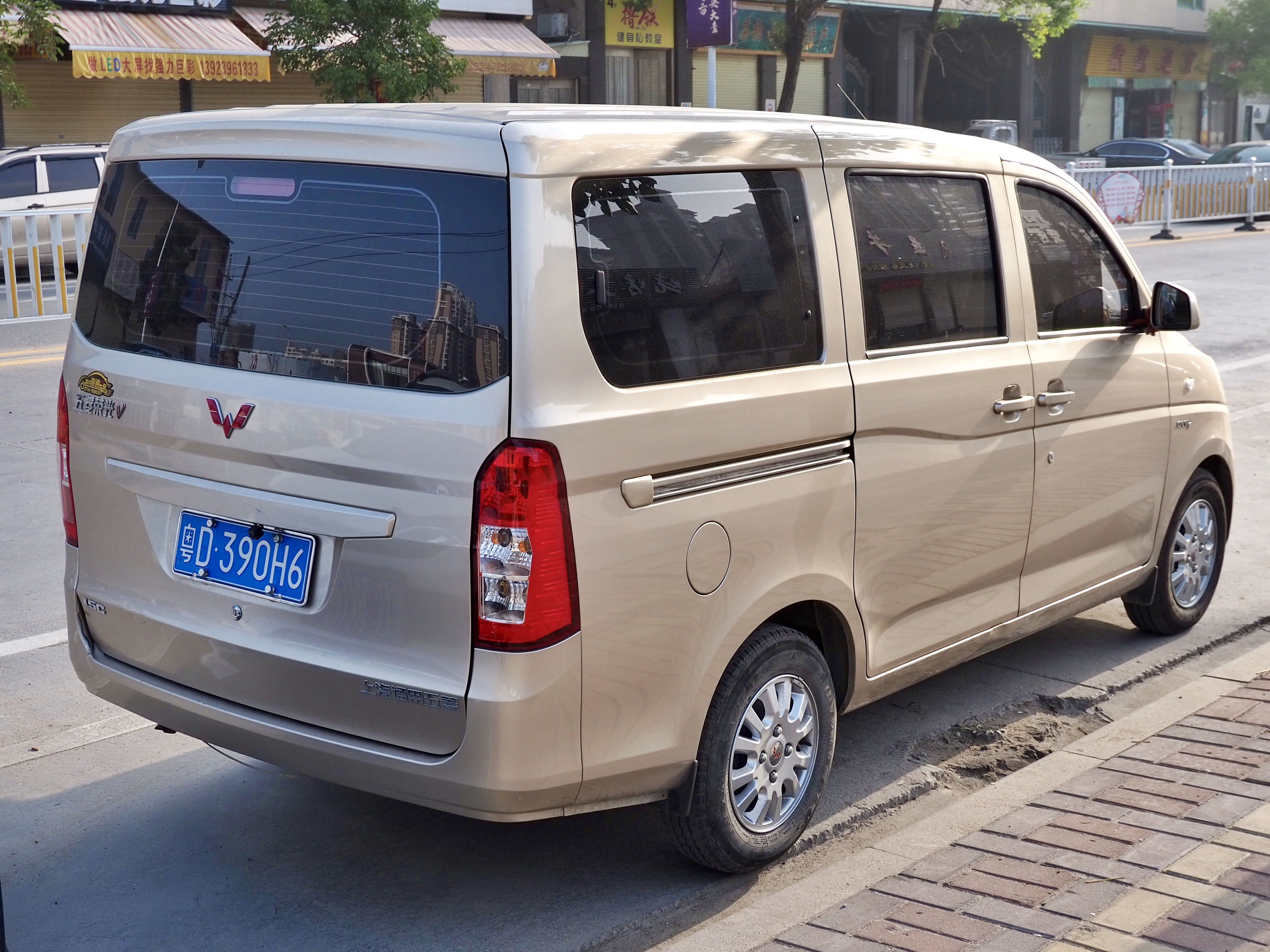
Вид сзади
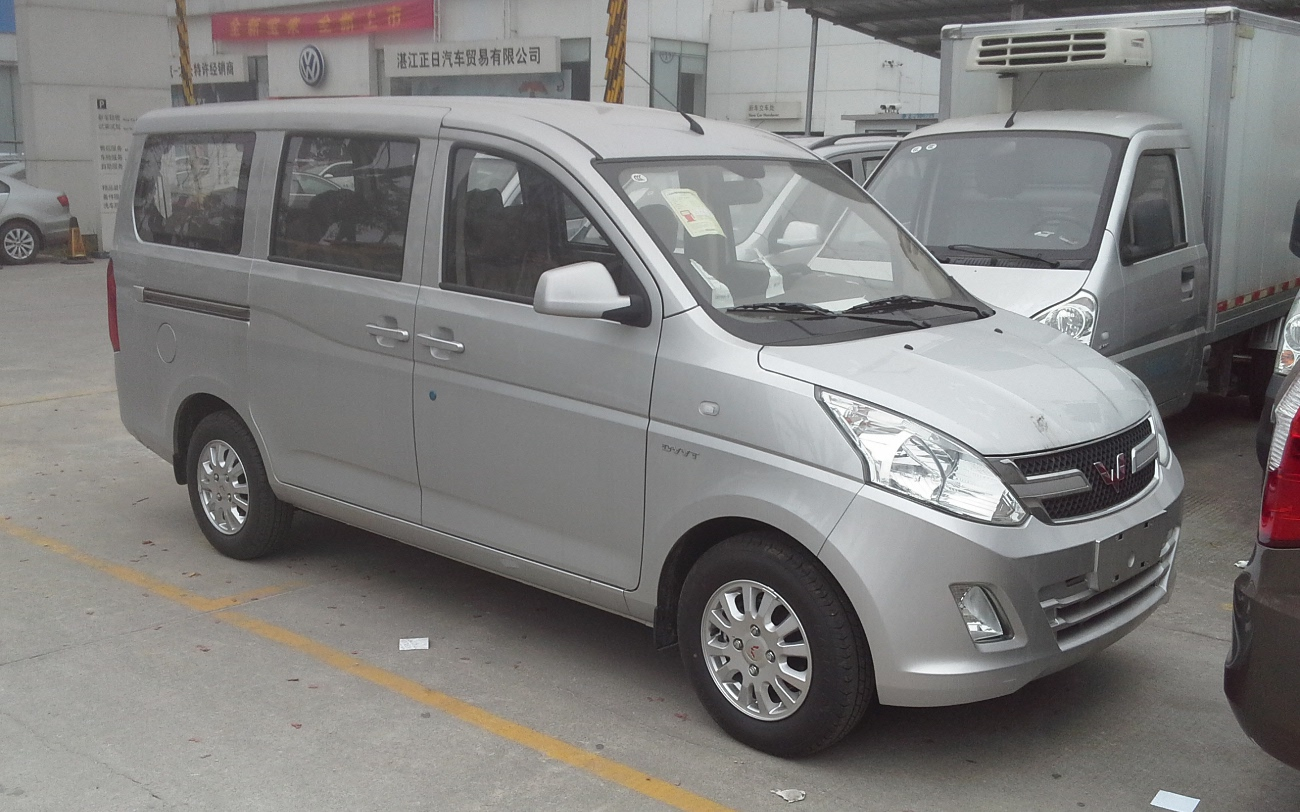
Wuling Hongguang V

## Второе поколение
У второго поколения Wuling Hongguang V обновили переднюю часть, придав ей дизайн, аналогичный представленному позже второму поколению Wuling Hongguang (Wuling Hongguang II). Цены варьировались от 41800 до 55800 юаней.

В конце марта 2021 года компания Chevrolet представила фургон N400, который в Мексике назывался Tornado Van. Продажи начались 2 августа 2021 года. Автомобиль выпускается в комплектации LS и оснащается 1,5-литровым двигателем.

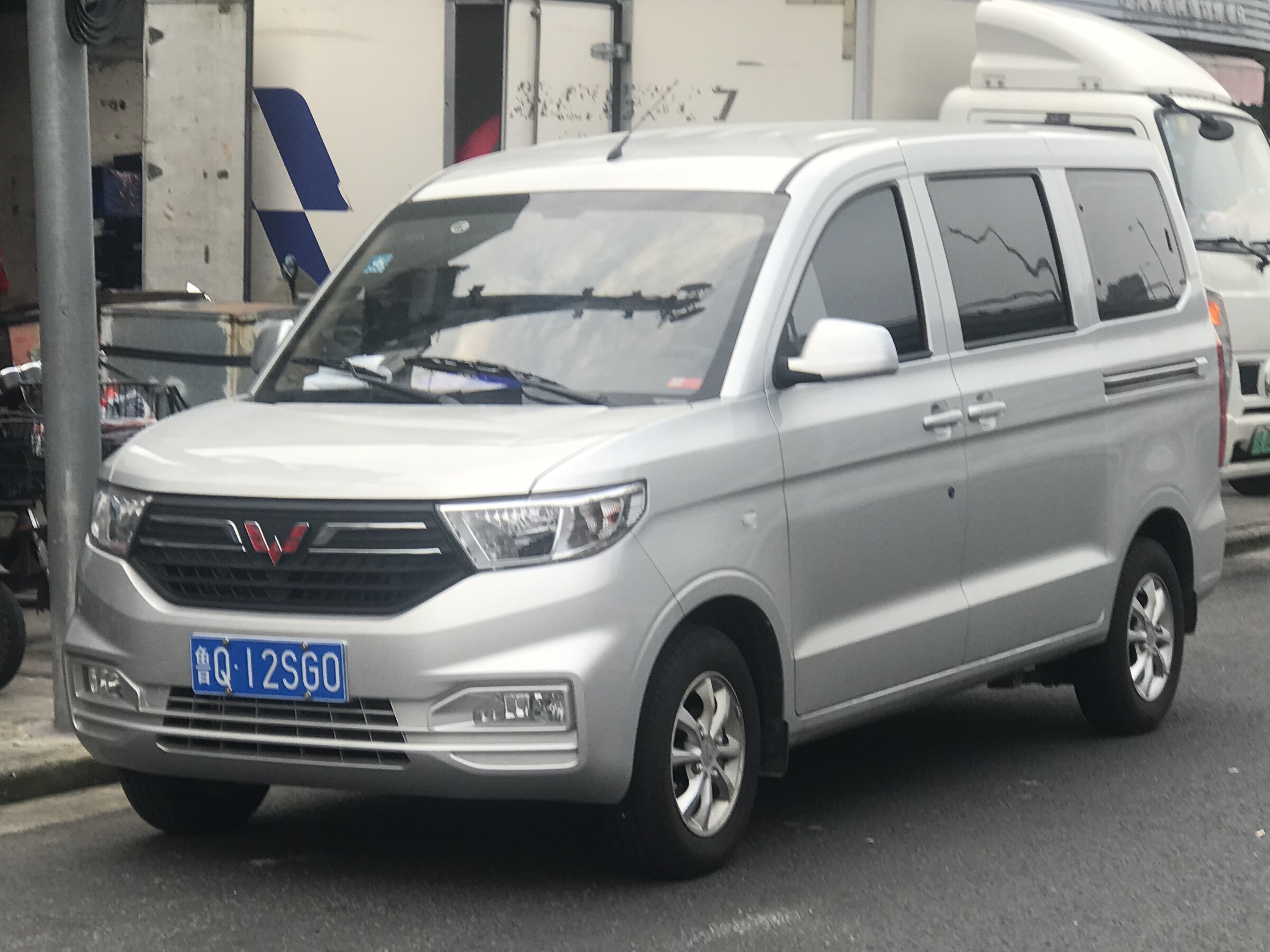
Wuling Hongguang V
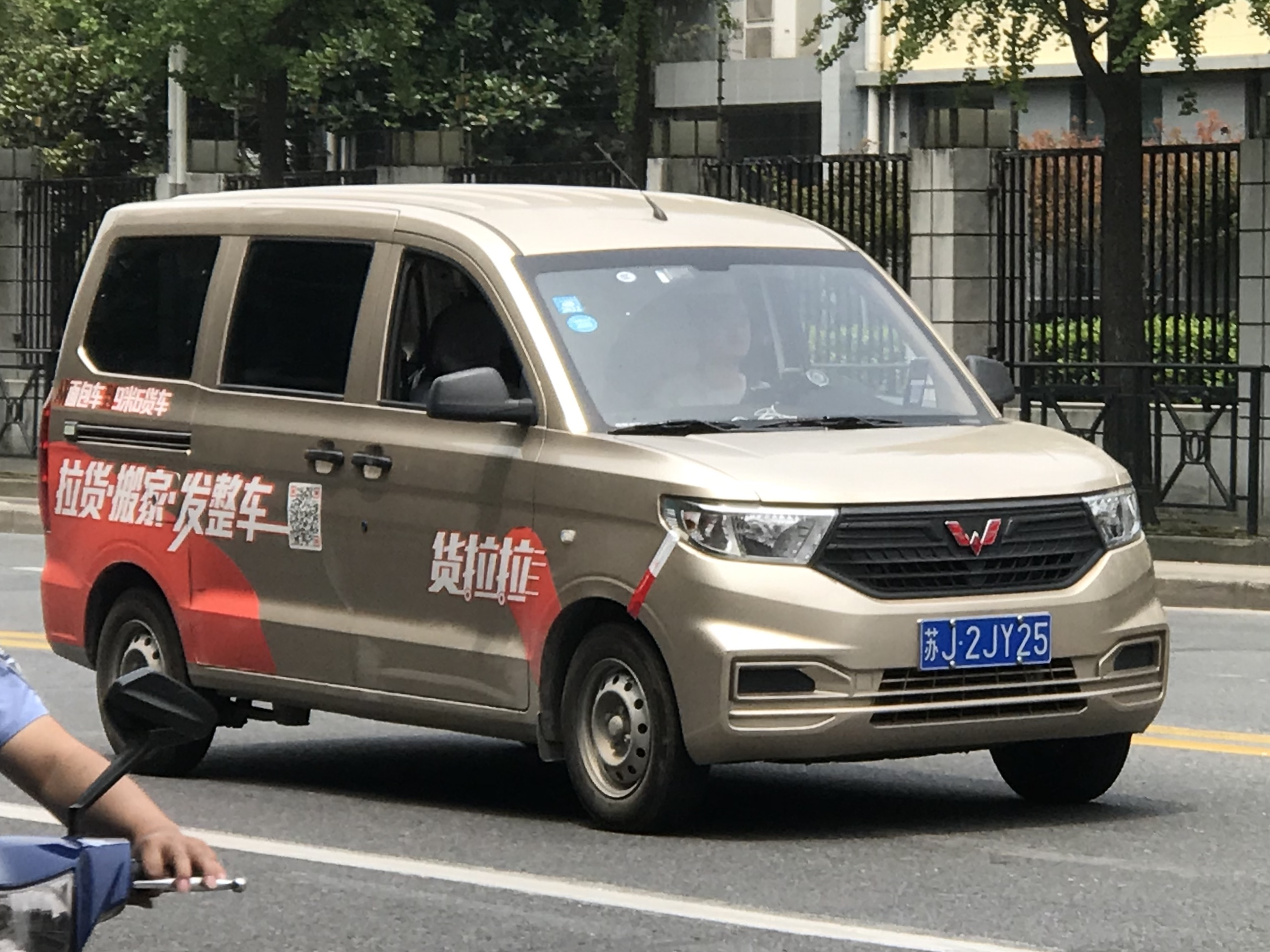
Wuling Hongguang V
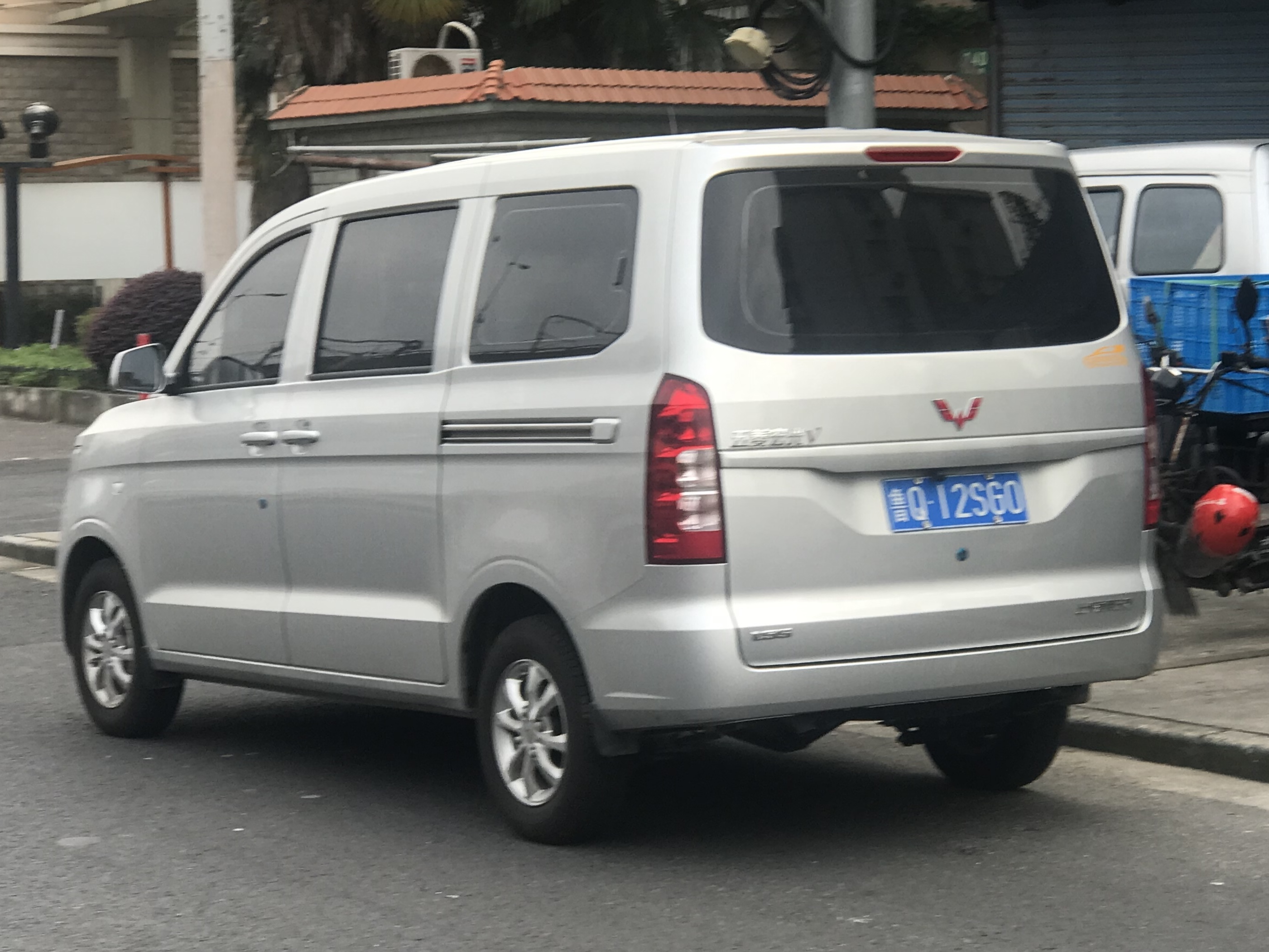
Wuling Hongguang V
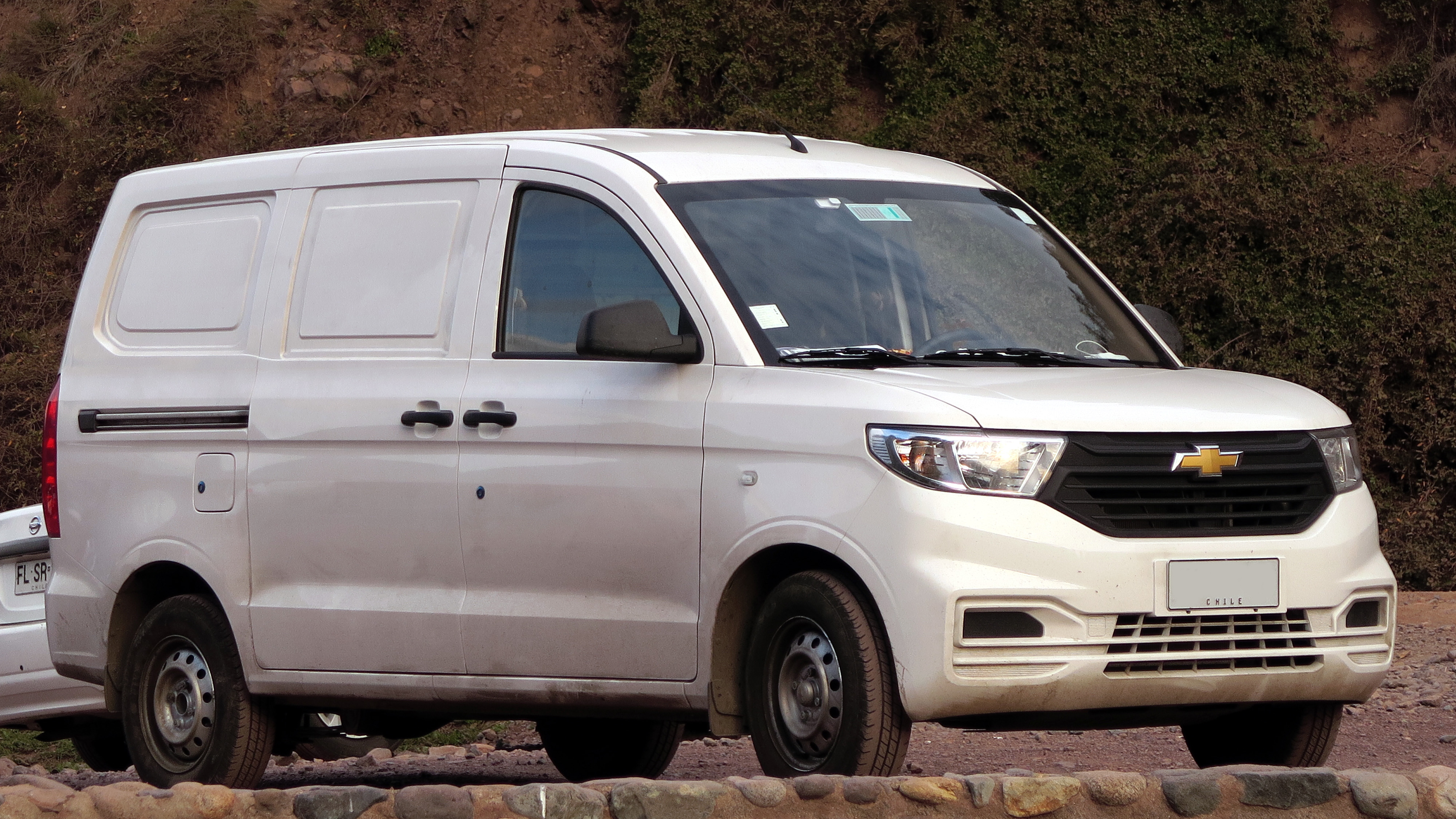
Chevrolet N400 Max (Чили)